# Eugène Cornuché
Eugène Léon Cornuché, né le 18 avril 1867 à Paris 9e et mort le 1er avril 1926 à Paris 1er) est un entrepreneur français, propriétaire du restaurant Maxim's, gérant du casino de Trouville, puis fondateur du casino de Deauville.

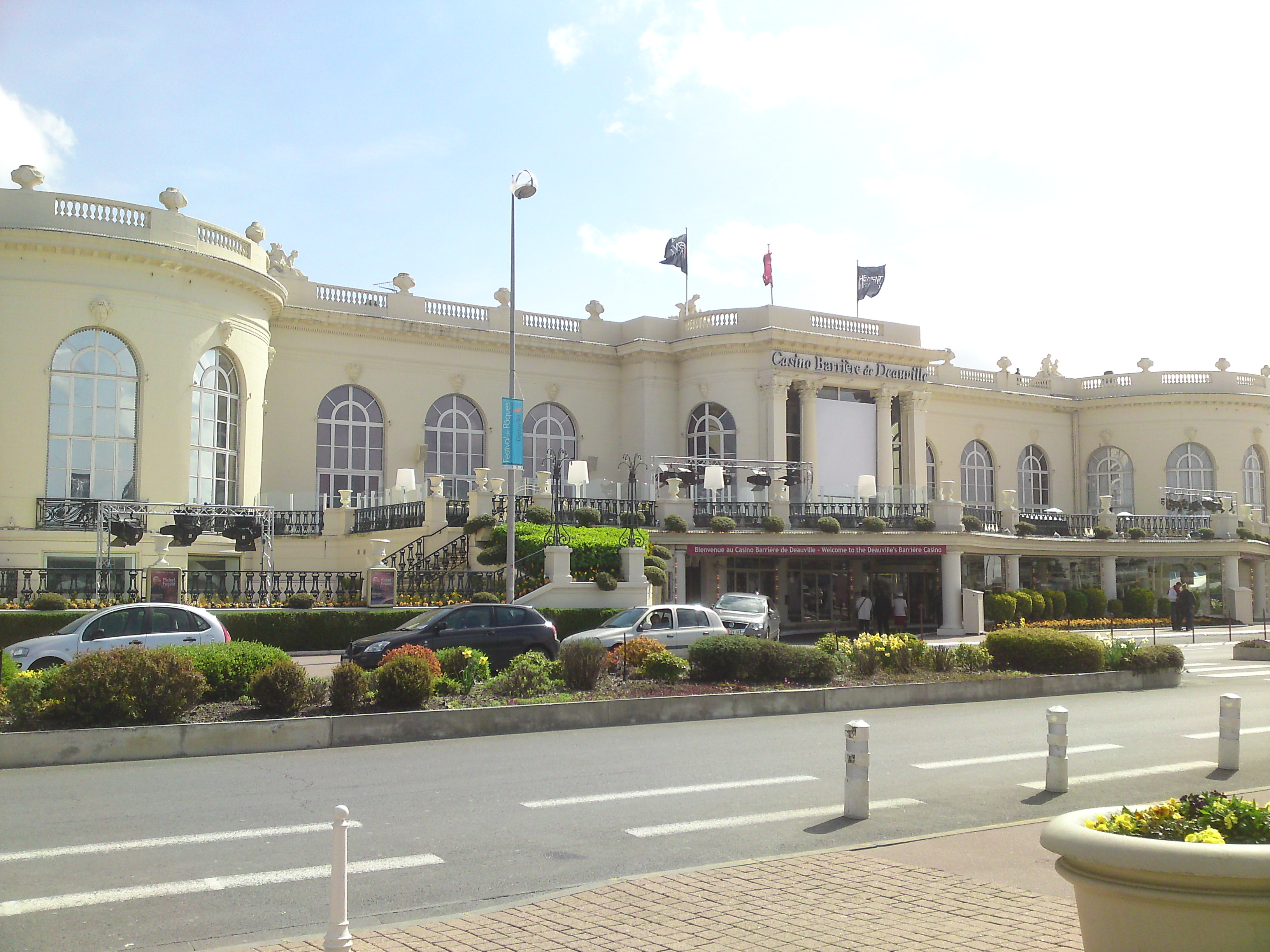
Le casino de Deauville, fondé par Eugène Cornuché.

## Biographie

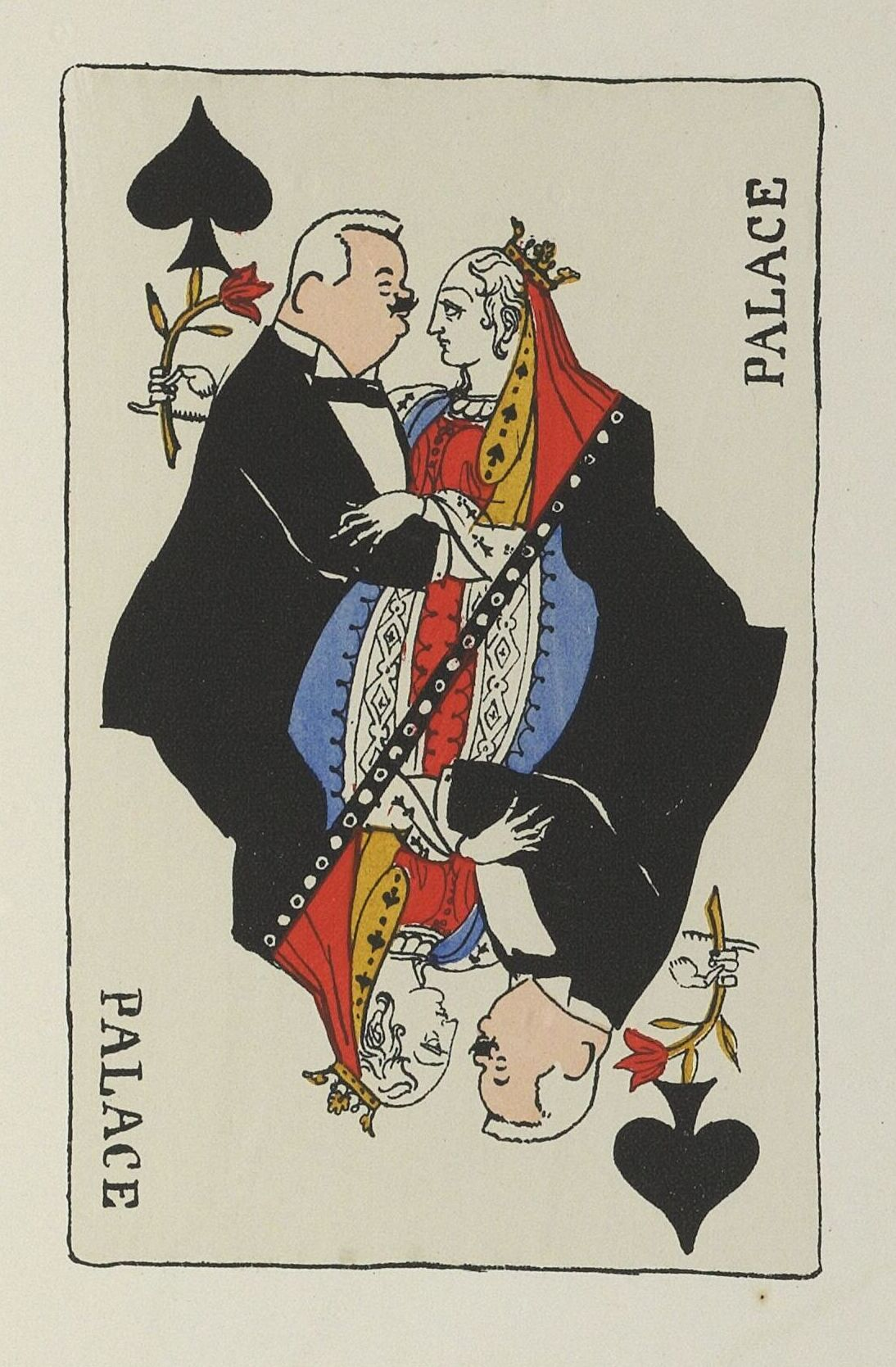
Caricature de Sem (1913).

Eugène Cornuché naît à Paris en avril 1867. Il est le fils d'un marchand de vin, qui tient un café, et où le jeune Eugène remplit diverses tâches subalternes, tantôt plongeur, tantôt serveur. À l'adolescence, il vole de ses propres ailes et devient serveur d'abord Chez Durand, place de la Madeleine, puis au Weber, rue Royale, où a également travaillé un ancien serveur, Maxime Gaillard, qui fonde le Maxime et Georges, un bistrot pour cochers, appelé à devenir le restaurant Maxim's, et qui est bientôt un lieu à la mode. Pour son service armé, il intègre en 1888 le 52e régiment d'infanterie, puis en 1889 le petit état-major de l'école de santé militaire de Lyon. Libéré des obligations, il part pour Monaco pour ne revenir à Paris qu'en 1893. En 1894, Eugène Cornuché rejoint Maxime Gaillard pour renforcer son équipe face au succès rencontré.
Il reprend bientôt le Maxime et Georges après la mort de Maxime Gaillard en 1895, et le renomme à la mode anglaise le Maxim's, pour faire du restaurant le lieu incontournable pour les célébrités et mondains du début du XXe siècle. C'est notamment au moment de l'Exposition universelle de 1900 que le restaurant assoit sa réputation en devenant une brasserie Art nouveau, valant à Eugène Cornuché le surnom de « Napoléon des restaurateurs ».
En 1905, il est sollicité par la municipalité de Trouville-sur-Mer pour prendre la direction du casino de la station balnéaire, ce qui permet ainsi à Trouville de faire venir sur la côte normande une partie de la clientèle parisienne de Cornuché. En 1909, il est envisagé de reconstruire le casino, mais le projet soutenu par Cornuché n'est pas celui qui est retenu ; il donne alors sa démission et s'en va trouver le maire de Deauville, Désiré Le Hoc, à qui il propose son projet.
Ainsi naît en 1912 le casino de Deauville, contribuant au succès de la station normande.
Il est domicilié au no 73 rue d'Anjou à Paris.
Eugène Cornuché meurt le 1er avril 1926 à l'hôtel Meurice rue de Rivoli à Paris. Ses obsèques sont célébrées dans l'église de la Madeleine et il est inhumé au cimetière Saint-Vincent.
C'est son associé François André - l'oncle de Lucien Barrière - qui reprend alors le casino de Deauville.

## Distinctions
- Officier d'académie
- Officier de l'ordre du Mérite agricole
- Chevalier de la Légion d'honneur (décret du 15 janvier 1926). Il est fait chevalier par François-Ignace Mouthon le 25 février 1926.